# Четырехсотлетний минимум солнечной активности XXI века

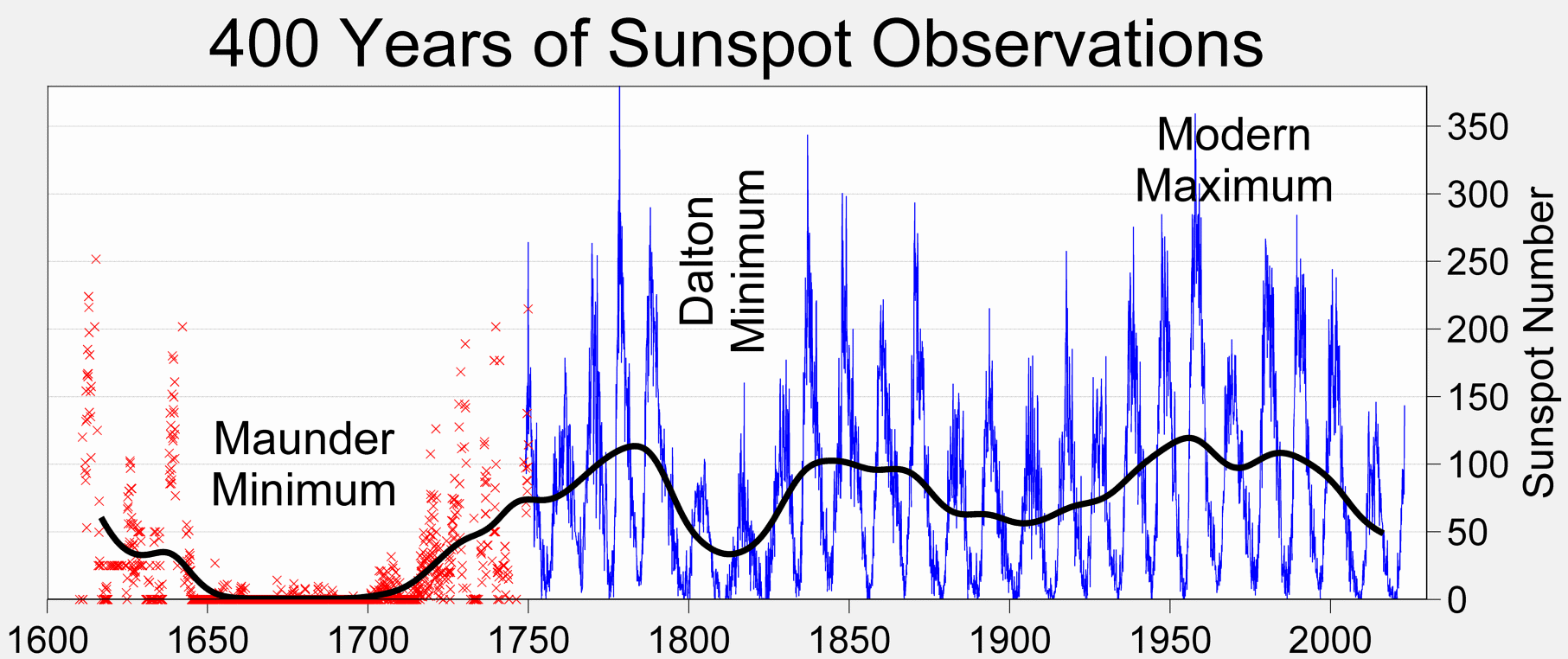
Минимумы солнечной активности на протяжении последних 400 лет

Четырехсотлетний Минимум Солнечной Активности XXI Века или Современный Большой Солнечный Минимум — период низкой солнечной активности с 2020 по 2053 годы (от 25 до 27 цикла солнечной активности).
Ожидается, что как и предыдущие минимумы Вольфа (1270–1350) и Маундера (1645–1710) четырехсотлетнего солнечного цикла, современный минимум приведет к понижению средних глобальных температур на 1,0–1,5°C. В отличие от предыдущих минимумов, снижение солнечной активности в XXI веке ожидается менее продолжительным и растянется не на 70 лет, а примерно на вдвое меньший период времени. Снижение глобальных температур приведет к уменьшению современного разогрева земной атмосферы из-за антропогенных эффектовAприм.